# Sulis

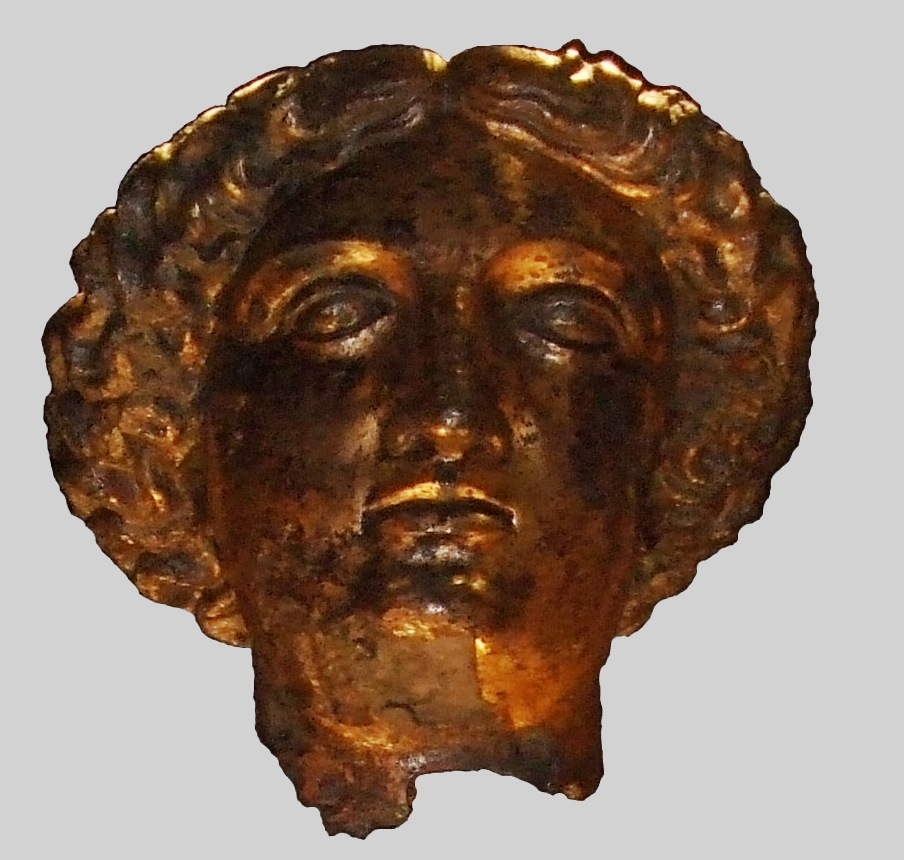
Testa di bronzo dorata della statua di Minerva Sulis proveniente dal Tempio di Bath, rinvenuta nel 1727 ed ora presso le Terme romane di Bath

Nel politeismo celtico praticato in Britannia, Sulis fu una dea adorata presso la fonte termale di Aquae Sulis, odierna Bath oggi nel Somerset. Era adorata dai Romano-Britannici come Sulis Minerva. Dai suoi oggetti votivi si è capito che era considerata la Grande Madre donatrice di vita, ma anche fonte di maledizioni. Le tavolette votive erano spesso scritte in codice, grazie a lettere o parole scritte al contrario. L'ordine delle parole poteva essere invertito, e le righe scritte in direzione alternata. Anche se molti testi sono in latino, occasionalmente si possono trovare in lingua celtica. Solitamente le tavolette facevano riferimento a furti di oggetti per Sulis, piccole quantità di denaro o abiti dai bagni delle terme. In linguaggio legale, le tavolette sembrano preghiere rivolte alla dea di punire i noti o ignoti autori dei furti. A Sulis si chiedeva solitamente di nuocere alla salute mentale e fisica del colpevole, mediante la negazione del sonno o addirittura con la morte. Una delle tavolette riportava un messaggio che diceva: "Dodimedis ha perso due guanti. Egli chiede che la persona che li ha rubati possa perdere la memoria e la vista nel tempio in cui prega".

## Etimologia
Nonostante il nome "Sulis" non appaia quasi mai se non a Bath, viene identificato con le Suleviae, un gruppo di dee celtiche note come destinatarie di iscrizioni votive nella città di Roma e altrove. Le Suleviae sono citate nelle epigrafie dei siti di Bath. Le Suleviae, spesso identificate come la forma plurale di Sulis, sono legate alle largamente adorate madri divine. D'altra parte, l'identificazione delle Suleviae con Sulis è stata contestata da alcuni ricercatori, secondo i quali la somiglianza tra i nomi è casuale. Suil in antico irlandese significa "occhio" o "divario", ed indicava un'entrata dell'oltretomba. L'etimologia classica, comunque, afferma che Sulis significa "sole", dato che sarebbe la forma originale del gallese haul (sole) e dell'antico irlandese suil (dall'Indo-Europeo *sawel-).

## Culto di Bath

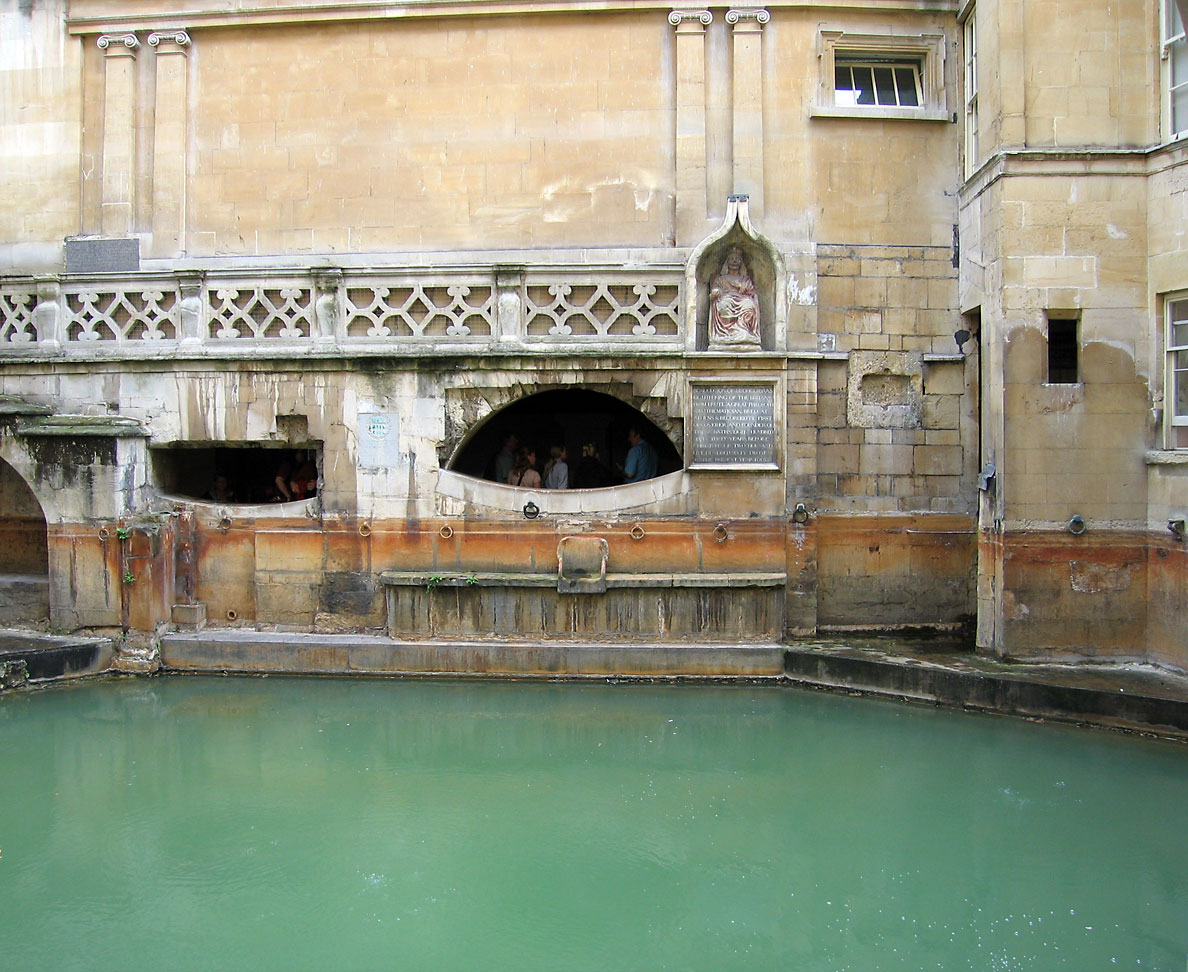
Terme romane di Bath

Sulis era la dea locale delle fonti termali che ancora oggi alimentano i bagni termali di Bath, che gli antichi Romani chiamavano Aquae Sulis ("acque di Sulis"). Il suo nome appare nelle iscrizioni di Bath, e da nessun'altra parte. Questa cosa non deve stupire, dato che le divinità celtiche spesso conservavano il loro luogo di origine. Restavano legate ad un determinato luogo, spesso un crepaccio, una fonte, un lago o un pozzo. I Greci facevano riferimento a queste divinità locali pre-elleniche con i toponimi locali, ed associandole alle divinità del loro stesso pantheon (come Zeus Molossos che si trova solo a Dodona).
La statua in bronzo dorato di Sulis Minerva "sembra essere stata volontariamente danneggiata" nella tarda antichità, forse da predoni barbari, da cristiani devoti, o da altri.

## ‘Minerva’
A Bath, il tempio romano è dedicato a Sulis Minerva, ed è la principale divinità del tempio locale. Grazie al sincretismo con la dea romana Minerva, i mitografi hanno ipotizzato che Sulis fosse anche una dea della saggezza e delle decisioni.
Sulis non era la sola dea ad esibire un sincretismo con Minerva. Il nome di Senua appare sulle targhe votive che riportavano l'immagine di Minerva, mentre anche Brigantia condivide molti tratti con Minerva. L'identificazione di molte divinità celtiche con lo stesso dio romano non è raro (sia Marte che Mercurio erano associati a molte divinità celtiche). D'altra parte, le dee celtiche tendono a resistere al sincretismo. Sulis Minerva è una delle poche che può vantare una controparte romana.
Le dediche a "Minerva" sono comuni sia in Gran Bretagna che in Europa continentale, normalmente senza epiteti o interpretazioni celtiche.